# Doamna Hudson
Doamna Hudson este un personaj literar fictiv din povestirile și romanele cu Sherlock Holmes ale lui Arthur Conan Doyle. Ea este proprietara locuinței lui Sherlock Holmes din Londra, de la adresa 221B Baker Street. 

## Descrierea personajului
Ea este o femeie care ține ca propria sa casă să fie curată și în ordine și adesea este în dezacord cu Sherlock Holmes în privința aceasta. Watson o descrie ca o bucătăreasă excelentă; în "Tratatul naval", Holmes spune că "ea gătește o gamă cam limitată de feluri de mâncare, dar are o idee bună despre micul dejun ca și o scoțiană", pe care unii cititori au luat-o ca o referire la faptul că ea este scoțiană, iar alții că este o referire la bucătăria scoțiană din bancurile cu scoțieni. 
În afară de menționarea ei ca «stăpâna casei», autorul nu-i oferă nicio descriere fizică și nici măcar nu-i spune prenumele, deși ea a fost identificată cu « Martha » în Ultima reverență (His Last Bow). În adaptările cinematografice și de televiziune ale scrierilor lui Conan Doyle, ea este prezentată de obicei ca o femeie în vârstă chiar dacă, în ocazii rare, ea este prezentată ca o femeie tânără ca în Meitantei Holmes, unde este numită și cu prenumele « Mary » și unde este posibil ca ea să fie prietena mai tânără a lui Holmes. În versiunea în limba japoneză a serialului TV Sherlock Hound, ea este numită Marie Hudson.
La un moment dat, în povestirea "Scandal în Boemia", Holmes își numește proprietăreasă ca "doamna Turner", ceea ce a cauzat mai multe speculații în rândul fanilor lui Holmes.
Doctorul Watson a descris relațiile existente între Holmes și doamna Hudson, la începutul povestirii Detectivul muribund (The Adventure of the Dying Detective): 
"Doamna Hudson, proprietăreasa lui Sherlock Holmes, era o femeie care suferea de mult timp. Nu numai pentru că primul etaj era invadat la orice oră de o grămadă de persoane ciudate și adesea indezirabile, dar și fiindcă remarcabilul ei chiriaș era excentric și ducea o viață foarte dezordonată care-i pusese de nenumărate ori răbdarea la încercare. Era incredibil de împrăștiat, asculta muzică la ore ciudate, uneori trăgea cu revolverul în casă, făcea experimente stranii și adesea urât mirositoare, iar în jurul lui plutea o atmosferă de violență și pericol care-l făcea cel mai rău chiriaș din Londra. Pe de altă parte, plătea regește. N-am nicio îndoială că s-ar fi putut cumpăra casa la prețul pe care Holmes l-a plătit pe chirie în anii cât am stat cu el.
Proprietăreasa îl privea cu adânc respect și teamă și nu îndrăznea niciodată să-l contrazică, oricât de scandaloase i-ar fi fost faptele. Ea îl și îndrăgea, fiindcă el era de o remarcabilă blândețe și curtoazie când avea de-a face cu femeile."
În serialul Aventurile lui Sherlock Holmes (1984-1994) realizat de Granada Television, cu Jeremy Brett, rolul său este interpretat de Rosalie Williams. Importanța sa este mărită în anumite ocazii și dezvoltată prin raport cu povestirile și romanele originale. Este vorba de o idee a interpretului rolului principal din serial, Jeremy Brett.
Primul episod al serialului BBC Sherlock (2010), "A Study in Pink", îi oferă doamnei Hudson o mică prezentare - Sherlock menționează că ea îi cere o chirie specială pentru că el a ajutat-o prin asigurarea condamnării și executării soțului ei, în Florida. Ea devine mai direct implicată într-un caz din episodul "A Scandal in Belgravia" (2012), atunci când locuința de la nr. 221B este atacată de către agenți operatori care provin aparent de la CIA și care au venit în căutarea unui videotelefon pe care Irene Adler îl lăsase în posesia lui Sherlock; atunci când agenții o torturează pe doamna Hudson încercând să găsească telefonul, distantul, în mod normal, Sherlock îl aruncă pe agentul responsabil de la o fereastră aflată la un etaj superior - aparent de mai multe ori -, și ulterior (atunci când Watson îi sugerează, pentru siguranța ei, să-și ia o pauză) își reafirmă afecțiunea lui pentru ea, afirmând că "Anglia va cădea" dacă doamna Hudson va pleca din strada Baker.